# Железная Гора (Ленинградская область)
Железная Гора — деревня в Пчёвжинском сельском поселении Киришского района Ленинградской области.

## История
Деревня Железная Гора упоминается на карте Генерального межевания Тихвинского уезда Новгородской губернии 1780—1790-х годов.

ЖЕЛЕЗНАЯ-ГОРА (ГОРКА) — деревня Матушкинского общества, прихода погоста Пятницы.

Крестьянских дворов — 20. Строений — 25, в том числе жилых — 20. 

Число жителей по семейным спискам 1879 г.: 42 м. п., 52 ж. п.; по приходским сведениям 1879 г.: 49 м. п., 57 ж. п.

В конце XIX века деревня административно относилась к Васильковской волости 1-го стана, в начале XX века — Васильковской волости 4-го стана 3-го земского участка Тихвинского уезда Новгородской губернии.

ЖЕЛЕЗНАЯ ГОРА (ГОРКА) — деревня Матушкинского общества, дворов — 26, жилых домов — 26, число жителей: 62 м. п., 69 ж. п. 

Занятия жителей — земледелие. Часовня. (1910 год)

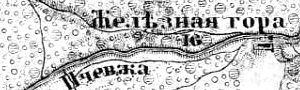
Деревня Железная Гора на карте 1915 года

Согласно карте Петроградской и Новгородской губерний 1915 года деревня Железная Гора насчитывала 16 дворов.
С 1917 по 1918 год деревня Железная Гора входила в состав Васильковской волости Тихвинского уезда Новгородской губернии.
С 1918 года в составе Череповецкой губернии.
С 1927 года в составе Бельского сельсовета Будогощенского района.
С 1928 года в составе Горчаковского сельсовета. В 1928 году население деревни Железная Гора составляло 158 человек.
С 1932 года в составе Киришского района. Согласно карте Ленинградской области Северо-западного аэрогеодезического треста ГГУ издания 1932 года деревня насчитывала 16 крестьянских дворов.
По данным 1933 года деревня Железная Гора входила в состав Горчаковского сельсовета Киришского района.

План деревни Железная Гора. 1937 год

Согласно топографической карте РККА 1937 года деревня насчитывала 32 крестьянских двора. В деревне был организован колхоз «Многополье». 
Согласно данным переписи населения СССР 1939 года в деревне Железная Гора проживали 29 мужчин и 47 женщин, всего 76 человек.
С 1963 года в составе Волховского района.
С 1965 года вновь составе Киришского района. В 1965 году население деревни Железная Гора составляло 67 человек.
По данным 1966 и 1973 годов деревня Железная Гора также входила в состав Горчаковского сельсовета.
По данным 1990 года деревня Железная Гора входила в состав Пчёвжинского сельсовета.
В 1997 году в деревне Железная Гора Пчёвжинской волости проживали 17 человек, в 2002 году — 19 (все русские).
В 2007 году в деревне Железная Гора Пчёвжинского СП проживали 18 человек, в 2010 году — также 18.

## География
Деревня расположена в юго-восточной части района на автодороге 41К-115 (Кириши — Будогощь — Смолино), в месте примыкания к ней автодороги 41К-559 (подъезд к дер. Борутино).
Расстояние до административного центра поселения — 4,5 км.
Расстояние до ближайшей железнодорожной станции Пчёвжа — 5 км.

## Демография
| 1879 | 1910 | 1928 | 1965 | 1997 | 2002 | 2007 |
| ---- | ---- | ---- | ---- | ---- | ---- | ---- |
| 94   | ↗131 | ↗158 | ↘67  | ↘17  | ↗19  | ↘18  |
| 2010 | 2017 |      |      |      |      |      |
| →18  | ↘14  |      |      |      |      |      |

### Национальный состав
Согласно данным Всероссийской переписи населения 2021 года в деревне проживали 10 человек, все русские.